# Emil Berenz
Emil Berenz (ur. 15 lutego 1833 w Elblągu  – zm. 17 grudnia 1907 w Gdańsku) - gdański radny.
Działacz niemieckiej partii liberalnej. Był członkiem Rady Miasta Gdańska w latach 1868–1903. W latach 1891–1899 oraz 1902–1903 pełnił w niej funkcję wiceprzewodniczącego, a 1900–1901 przewodniczącego. Działał także w Korporacji Kupców Gdańskich.
W 1903 został uhonorowany przez Radę Miasta tytułem Honorowego Obywatela Miasta Gdańska.